# Mario & Luigi: Brothership
Mario & Luigi: Brothership (conocido en España como Mario & Luigi: Conexión fraternal) es un videojuego de rol desarrollado por Acquire y publicado por Nintendo para Nintendo Switch. Es la sexta entrega principal de la serie Mario & Luigi. Es la primera entrada original en la serie desde Mario & Luigi: Paper Jam Bros. (2015). Tras la aparición de un misterioso portal, Mario y Luigi, junto a otros residentes del Reino Champiñón, se ven transportados al mundo de Concordia, donde se encuentran trabajando para reunir la tierra después de que una fuerza oscura, Glohm, intente separar y aislar a sus habitantes en soledad. En el juego, los jugadores controlan a los hermanos para explorar Concordia, resolver puzles y completar misiones, mientras se enfrentan a los enemigos que encuentran en combates por turnos.
Se anunció por primera vez en un Nintendo Direct el 18 de junio de 2024, revelando un cambio de desarrollador para la serie tras el cierre de AlphaDream en 2019 debido a la bancarrota. El avance reveló que Acquire se había centrado en crear un juego completamente en 3D, diseñado para una consola doméstica. con un mayor énfasis en la exploración y las misiones, y modificaciones en el sistema de combate para centrarse en acciones de trabajo en equipo con ataques. El elemento característico de Brothership es la navegación por el mundo, en la que los jugadores utilizan un «barco isla» en movimiento para explorar las distintas tierras de Concordia, que inicialmente restringen a dónde pueden ir los jugadores hasta que la isla se reconecta, abriendo nuevas zonas que explorar.
Brothership salió a la venta el 7 de noviembre de 2024. Recibió críticas mayoritariamente positivas, con elogios por su estilo artístico, combate e historia, y críticas por su ritmo y problemas de rendimiento.

## Jugabilidad
Siguiendo un estilo similar al de los juegos anteriores, Brothership cuenta con ataques avanzados de salto y martillo en los que se utilizan los dos hermanos al mismo tiempo, así como nuevos ataques tándem. El sistema de combate también es muy similar al de otros títulos de la serie. Las batallas se inician en el mundo exterior y giran en torno a Mario y Luigi infligiendo daño a los enemigos, así como esquivando ataques. La cantidad de daño que infligen los hermanos depende de lo bien que se ejecute el comando de acción, y algunos enemigos son inmunes a ciertos ataques. Ambos también pueden usar ataques especiales conocidos como Ataques Tándem y utilizar clavijas de combate para personalizar los combates.
Como en todos los títulos anteriores de Mario & Luigi, Mario y Luigi se controlan simultáneamente en el mundo exterior. Gran parte del juego gira en torno a Mario y Luigi utilizando un cañón para viajar a islas, que deben volver a conectar colocando enchufes gigantes en tomas de corriente. El centro, la isla Shipshape, es un barco que se utiliza para llegar a las demás islas. Al igual que los anteriores juegos de Mario & Luigi, Brothership incluye misiones secundarias que pueden completarse junto con la historia principal. Brothership introduce una mecánica conocida como «Luigi Logic», que se puede utilizar para encontrar objetos coleccionables, resolver puzles e idear estrategias para derrotar a los jefes.

## Desarrollo
Después de que el creador de la serie, AlphaDream, se declarara en bancarrota en 2019, Nintendo presentó una nueva marca comercial para Mario & Luigi en enero de 2020. En junio de 2024, tras la revelación del juego en un Nintendo Direct, Nintendo señaló que «algunos de los desarrolladores originales» de la franquicia, refiriéndose a AlphaDream, están involucrados en el desarrollo de Brothership, pero no reveló qué estudio lo estaba produciendo. En los avisos de propiedad intelectual se reveló que el desarrollador principal era Acquire, que ya había trabajado en Octopath Traveler, que Nintendo publicó inicialmente fuera de Japón. Actualmente, el juego tuvo su lanzamiento en Nintendo Switch el 7 de noviembre de 2024.

## Recepción
Mario & Luigi: Brothership ha recibido críticas «generalmente favorables» de la crítica, según el sitio web de agregación de reseñas Metacritic. PJ O'Reilly de Nintendo Life, y Ozzie Mejía de Shacknews, elogiaron el sistema de combate, la historia y el estilo artístico del juego. Eric Switzer de The Gamer elogió la historia por ser «sorprendentemente madura e impactante para un juego de Mario» y alabó el combate, aunque criticó el sistema de navegación del juego. Aaron Potter del Daily Mirror, alabó la estética del juego, afirmando que «tiene un aspecto absolutamente magnífico» y que es «el mejor RPG de la serie». Will Greenwald  de PCMag concedió al juego el premio Editor's Choice, describiéndolo como «colorido, encantador y mecánicamente atractivo». Josephine Watson de TechRadar alabó los personajes, el combate, los puzles y el aspecto visual, mientras que criticó los problemas de rendimiento descritos como la «maldición generacional de Nintendo Switch». Steve Watts de GameSpot elogió la mecánica de combate Plug y alabó el estilo artístico, así como la historia por contar una «dulce aunque sencilla fábula sobre la unión y la conexión humana», aunque criticó el ritmo y la ejecución, y opinó que el juego era demasiado ambicioso para su propio bien debido a su longitud.
Entre las reseñas críticas se incluye la de Giovanni Colantonio de Digital Trends que criticó el ritmo y la redacción del humor por lo que describió como carente de ingenio, pero alabó la historia por ser «la más socialmente relevante que un juego de Mario haya sentido jamás». Logan Plant de IGN también fue muy crítico con el juego en general, dándole un 5/10. Consideró su rendimiento técnico uno de los peores de Switch y criticó los controles automatizados de Luigi en el mundo exterior y su papel en la resolución de puzles con la mecánica Luigi Logic, la escritura del juego y lo que describió como falta de originalidad en sus localizaciones. Otros críticos criticaron en general los problemas de rendimiento del juego.

### Ventas
Mario & Luigi: Brothership fue el juego más vendido durante su primera semana de lanzamiento en Japón, con 63 441 copias físicas vendidas en todo el país. Vendió 1,84 millones de copias a 31 de diciembre de 2024.